# 秦氏蛇根草
秦氏蛇根草（学名：Ophiorrhiza chingii）为茜草科蛇根草属的植物，是中国的特有植物。分布于中国大陆的云南等地，生长于海拔2,200米的地区，多生在林中湿处，目前尚未由人工引种栽培。